# Projeto de Eurípedes Santos para o Plano Piloto de Brasília
O Projeto de Eurípedes Santos para o Plano Piloto de Brasília foi um dos projetos submetidos ao Concurso Nacional do Plano Piloto da Nova Capital do Brasil. Eurípedes Santos, um engenheiro-arquiteto formado pela Universidade de Minas Gerais, fez a proposta de número 5.
O projeto de Eurípedes Santos não chegou a final do concurso, que seria vencido pela proposta 22 de Lúcio Costa.

## Antecedentes
A transferência da capital federal do Rio de Janeiro para uma nova cidade no Planalto Central havia se tornado a meta-síntese do governo do presidente Juscelino Kubitschek. Tendo vencido as resistências políticas e as burocracias, o presidente pediu a Oscar Niemeyer, seu arquiteto de confiança, que projetasse a nova capital. Entretando, Niemeyer não quis fazer o projeto urbanístico, ficando apenas com os edifícios. Para projetar a cidade, ele sugere a criação de um concurso nacional com a participação do Instituto de Arquitetos do Brasil, o que é aceito por Juscelino.
Assim, em 1956 foi criada a Comissão de Planejamento da Construção e da Mudança da Nova Capital Federal, que anunciou o Concurso Nacional do Plano Piloto da Nova Capital do Brasil, com o edital da Companhia Urbanizadora da Nova Capital (Novacap) estabelecendo as regras que incluíam, por exemplo, que a cidade fosse projetada para 500 mil habitantes e a localização da área de cinco mil quilômetros quadrados. 62 concorrentes participaram do concurso, com 26 propostas apresentadas, entre elas a da engenheiro-arquiteto Eurípedes Santos, formado pela então Universidade de Minas Gerais (a atual UFMG) que foi a proposta de número 5.

## Proposta
Essa proposta apresenta uma diferença singular: a forma do Lago Paranoá, que não tem o formato que ele acabou ganhando e que já estava previsto nos outros projetos. Ainda assim, é um dos raros projetos que leva o lago em conta, com o setor administrativo na margem do lago. A topografia, no entanto, não tendo grandes diferenças exceto pela área verde no ponto mais alto. Outras áreas verdes menores, entre parques e bolsões, seriam espalhados pela cidade, e mesmo as vias seriam bem arborizadas.
É bem notório que o plano piloto de Eurípedes é bem reduzido se comparado as outras propostas. O projeto tinha vários núcleos setorizados: além do setor administrativo, um universitário e um setor industrial autônoma ao restante do plano, servida por áreas residenciais, de saúde, recreação e de serviços. Um grande cinturão agrícola cercaria o plano piloto e serviria para abastece-lo. O projeto é bem racionalista, com uma grande malha ortogonal, com exceção dos núcleos administrativo e universitário que apresentavam um traçado mais curvo.